# Calum Chambers
Calum Chambers, född 20 januari 1995, är en engelsk fotbollsspelare som spelar för Cardiff City.

## Klubbkarriär

### Southampton
Chambers moderklubb är Southampton. Han blev uppflyttad i klubbens A-lag inför säsongen 2012/2013. Han gjorde sin tävlingsdebut den 28 augusti 2012 i en 4−1-vinst över Stevenage i den andra omgången av Ligacupen, då han byttes in i den 84:e minuten mot Dean Hammond.
Den 31 juli 2013 skrev han på ett nytt fyraårskontrakt med Southampton. Han gjorde sin ligadebut den 17 augusti 2013 i en 1–0-vinst över West Bromwich Albion i premiären av säsongen 2013/2014.

### Arsenal
Den 28 juli 2014 skrev han på för Arsenal. Chambers debuterade för Arsenal den 2 augusti 2014 i en försäsongsturnering mot Benfica som slutade 5–1 till Arsenal. Hans första mål kom den 1 november 2014 i Premier League-matchen mot Burnley där han satte in det andra målet i 3–0-vinsten för Arsenal.

### Middlesbrough
Säsongen 2016/2017 spelade Chambers för Middlesbrough under ett säsongslån. Han gjorde sin debut den 24 september 2016 i en 2–1-förlust mot Tottenham Hotspur.

### Fulham
Den 7 augusti 2018 lånades Chambers ut till Fulham på ett låneavtal över säsongen 2018/2019.

### Aston Villa
Den 27 januari 2022 gick Chambers på en transfer till Aston Villa, där han skrev på ett 3,5-årskontrakt.

### Cardiff City
Den 14 juli 2024 värvades Chambers av Cardiff City, där han skrev på ett treårskontrakt.

## Landslagskarriär
Chambers har representerat Englands landslag på U17-, U19- och på landslagsnivå. Hans landslagsdebut kom i en vänskapsmatch mot Norge där han byttes in mot John Stones och fick spela de nio sista minuterna i matchen.
Chambers var med i Englands U21-trupp när de vann Toulon Tournamemt.
Han blev uttagen till Englands trupp till U21 EM 2017 i Polen. Chambers spelade alla matcher till semifinalen då England blev utslagna av Tyskland efter straffar. Tysklandsmatchen var även hans sista match för U21.